# Khurramiyya

L'ultimo capo del movimento khurramita, Pāpak Khorrām-Dīnān, fu un seguace di al-Muqannaʿ, un devoto zoroastriano e mazdakita.

I seguaci della Khurramiyya (in arabo خُرَّمِيَة‎?), ossia i Khurramiti (in persiano خرمدینان‎, Khorrām-Dīnān, ossia i "seguaci della «religione gioiosa»"), furono devoti di una religione persiana, fiorita dopo la conquista araba della Persia.
L'Azerbaigian - regione in cui forte era la presenza zoroastriana - fu la scena in cui si manifestarono frequenti rivolte anti-arabe e anti-islamiche del corso dell'VIII e del IX secolo, tanto che fonti bizantine ricordano che numerosi guerrieri persiani, verso l'830 richiesero ospitalità all'Imperatore bizantino, accettando di entrare al servizio di Teofilo di Bisanzio. [...] I Khurramiti erano una setta persiana, influenzata dall'ancora embrionale sciismo, ma anche da sentimenti che affondavano le loro radici nel passato preislamico, ricco di glorie, della Persia.  Un nome alternativo per indicare il movimento è  Muḥammira (in arabo محمرة‎?, "Quelli delle vesti rosse" in persiano سرخ‌جامگان‎, Surkh-Jāmagān), in riferimento al loro simbolico abbigliamento di color rosso.

## Origini e storia
La setta fu fondata dal chierico persiano Sunpadh e costituì la rivitalizzazione di una setta più antica che aveva coniugato insieme sciismo e Zoroastrismo; tuttavia il vero riferimento fu l'azione riformatrice militante di Bābak Khorramdin, per rivoltarsi contro l'Islam sunnita del califfato abbaside.
La setta nacque come reazione all'esecuzione di Abū Muslim al-Khorāsānī da parte degli Abbasidi, negando la morte stessa di Abū Muslim, pretendendo invece che egli sarebbe tornato visibile al mondo come Mahdi. Questo messaggio sembrò essere confermato dalla comparsa di un uomo, che fu considerato un profeta, di nome al-Muqannaʿ "Il Velato", che affermava di essere lo Spirito di Allah che s'era già manifestato in Maometto, ʿAlī e Abū Muslim.
Sotto la guida di Bābak, i khurammiti proclamarono la parcellizzazione e la ridistribuzione di tutte le grandi proprietà e la fine del dominio straniero dispotico. Avvantaggiandosi del grave trambusto provocato dalla "Rivoluzione abbaside" (o Quarta Fitna), essi cominciarono nell'816 a condurre attacchi alle forze arabo-musulmane in Iran e Iraq. Il califfo abbaside al-Maʾmūn inviò quattro eserciti per risolvere il problema, ma ognuno di essi fu sbaragliato con l'aiuto bizantino. La soppressione abbaside della rivolta portò alla fuga di molte migliaia di khurramiti verso Bisanzio, dove essi furono bene accolti dall'Imperatore Teofilo e arruolati nell'esercito bizantino al comando del loro generale iranico, chiamato dai Greci Theophobos.
Tuttavia, Nizām al-Mulk, scrive nel suo Siyāsatnāmeh che la moglie di Mazdak, Khurrama bint Fada, fuggì da al-Madāʾin assieme a due persone, e dopo essere arrivata nel centro abitato di Rayy, col loro aiuto cominciò segretamente a invitare la popolazione ad abbracciare la religione predicata dal marito, col risultato che un numero considerevole di zoroastriani rispose positivamente. La gente dette a tutti costoro il nome di "Khurrama-din" ([Seguaci] della religione di Khurrama). Un passaggio simile è presente nel Majmūʿ al-Tawārīkh (p. 354), dove si parla della moglie di Mazdak e si usa il termine "Khurrama-din".

## Credo
Al-Maqdisi ricorda numerosi avvenimenti. Egli osserva che "la base della loro dottrina è il dualismo"; più precisamente che "il Principio dell'universo è la Luce, una parte della quale è stata cancellata e si è trasformata in Oscurità". Costoro "evitano accuratamente lo spargimento di sangue, tranne quando innalzano la bandiera della rivolta". Essi sono "estremamente preoccupati circa la pulizia e la purificazione del corpo, e di avvicinare la gente con gentilezza e benevolenza". Alcuni di loro "credono al sesso libero, purché la donna sia d'accordo, e credono anche alla libertà di godere di ogni piacere e di soddisfare le inclinazioni di ciascuno fin quando questo non comporti alcun danno per gli altri". Riguardo alla consistente varietà delle fedi religiose e del loro modo di operare giuridicamente, esse erano considerate il frutto di un unico spirito. Nawbakhti afferma anche che essi credevano nella reincarnazione (metempsicosi) ma va ricordato che la polemica islamica nei loro confronti era faziosa e spesso basata su apriorismi. 

I khurramiti veneravano Abu Muslim e i loro Imam. Nei loro rituali, spesso abbastanza semplici, i testi musulmani affermano che essi "ricercavano il massimo effetto sacramentale grazie al vino e ad altre bevande [alcoliche]", ma non si esclude che tali testi perseguissero un sottile intento denigratorio. 

In definitiva erano considerati da al-Maqdisi come "Mazdei... che nascondevano se stessi sotto il camuffamento dell'Islam".

## Retaggio
Secondo lo studioso turco Abdülbaki Gölpinarli, i Qizilbash ("Berretti rossi") attivi nel XVI secolo – un movimento religioso e politico in Azerbaigian che aiutò notevolmente l'instaurazione della dinastia safavide – erano "discendenti spirituali dei khurramiti".